# Тарминское сельское поселение
Тарминское сельское поселение — муниципальное образование со статусом сельского поселения в 
Братском районе Иркутской области России. Административный центр — посёлок Тарма.

## Демография
По результатам Всероссийской переписи населения 2010 года
численность населения муниципального образования составила 1039 человек, в том числе 502 мужчины и 537 женщин.